# Museo della Basilica di Sant'Eustorgio
Il Museo della Basilica di Sant'Eustorgio è un museo italiano situato a Milano, collocato all'interno del chiostro e in alcuni ambienti annessi alla Basilica di Sant'Eustorgio, uno degli edifici più antichi di Milano. È particolarmente noto per la Cappella Portinari.

## Storia
Il museo, che sorge sulle rovine di una necropoli paleocristiana, è stato istituito per conservare, valorizzare e promuovere la conoscenza del patrimonio storico-artistico proveniente dalla Basilica stessa. 

## Collezioni
L'itinerario museale si sviluppa in sei sezioni espositive oltre al cimitero paleocristiano, che comprendono anche la visita delle Cappelle Solariane e la nota Cappella Portinari. 
La prima sezione è collocata nel portico del chiostro e ospita i resti archeologici della necropoli cristiana trovata negli scavi degli anni cinquanta e sessanta del Novecento, insieme a pietre tombali e lastre di marmo. Sulle pareti è presente uno stemma vescovile antico e vari reliquiari.
Nella successiva area archeologica sono presenti i resti della necropoli scoperta negli scavi dei primi anni sessanta. Si prosegue nella vecchia sala capitolare, dove si trovano diverse statue, la più importante delle quali è quella di sant'Eugenio, e nella vecchia sagrestia, dove si conservano reliquiari, ex voto e oggetti liturgici dal XIV al XVII secolo.
Seguono due cappelle laterali, in stile gotico e collegate da un corridoio. La prima, dedicata a san Francesco, fu commissionata dalla famiglia Arlun e contiene un affresco anonimo di Gesù che appare a san Domenico di Guzmán; la seconda, dedicata a san Paolo, è stata commissionata dalla famiglia Sach e contiene una Madonna di lacca della scuola di Borromini e una effigie di san Paolo condotto in Paradiso di Daniele Crespi.
Infine la Cappella Portinari, commissionata dal nobile toscano Pigello Portinari, che è stato sepolto nella cappella insieme a san Pietro Martire, sepolto sotto l'altare nel 1737. Oltre alla sua arca, ci sono diversi affreschi di santi e dei quattro grandi Dottori della Chiesa (sant'Ireneo, sant'Ambrogio, sant'Agostino e san Gregorio Magno), insieme alle statue che rappresentano sia i Dottori che i miracoli del santo.

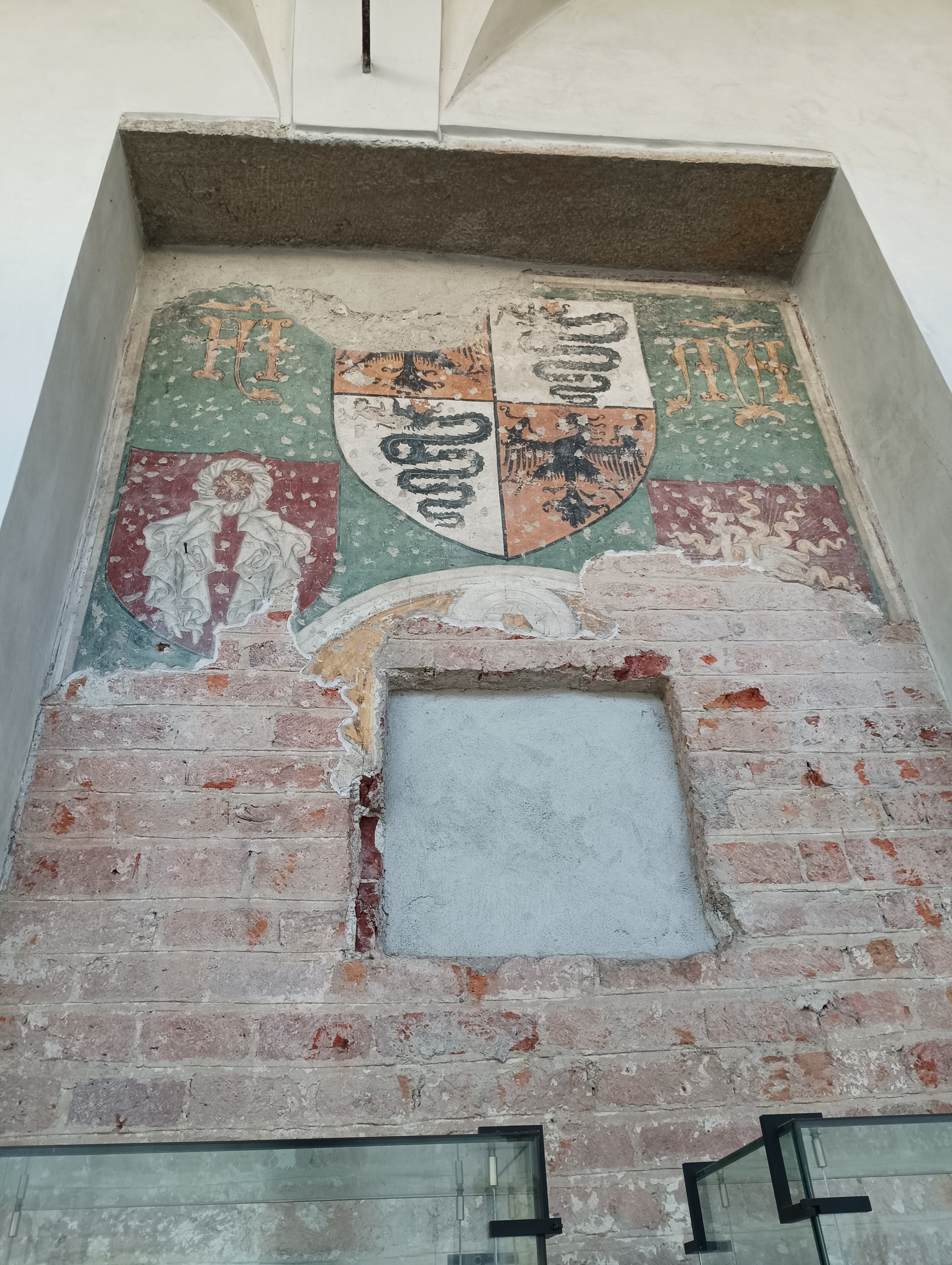
Stemma visconteo all'interno
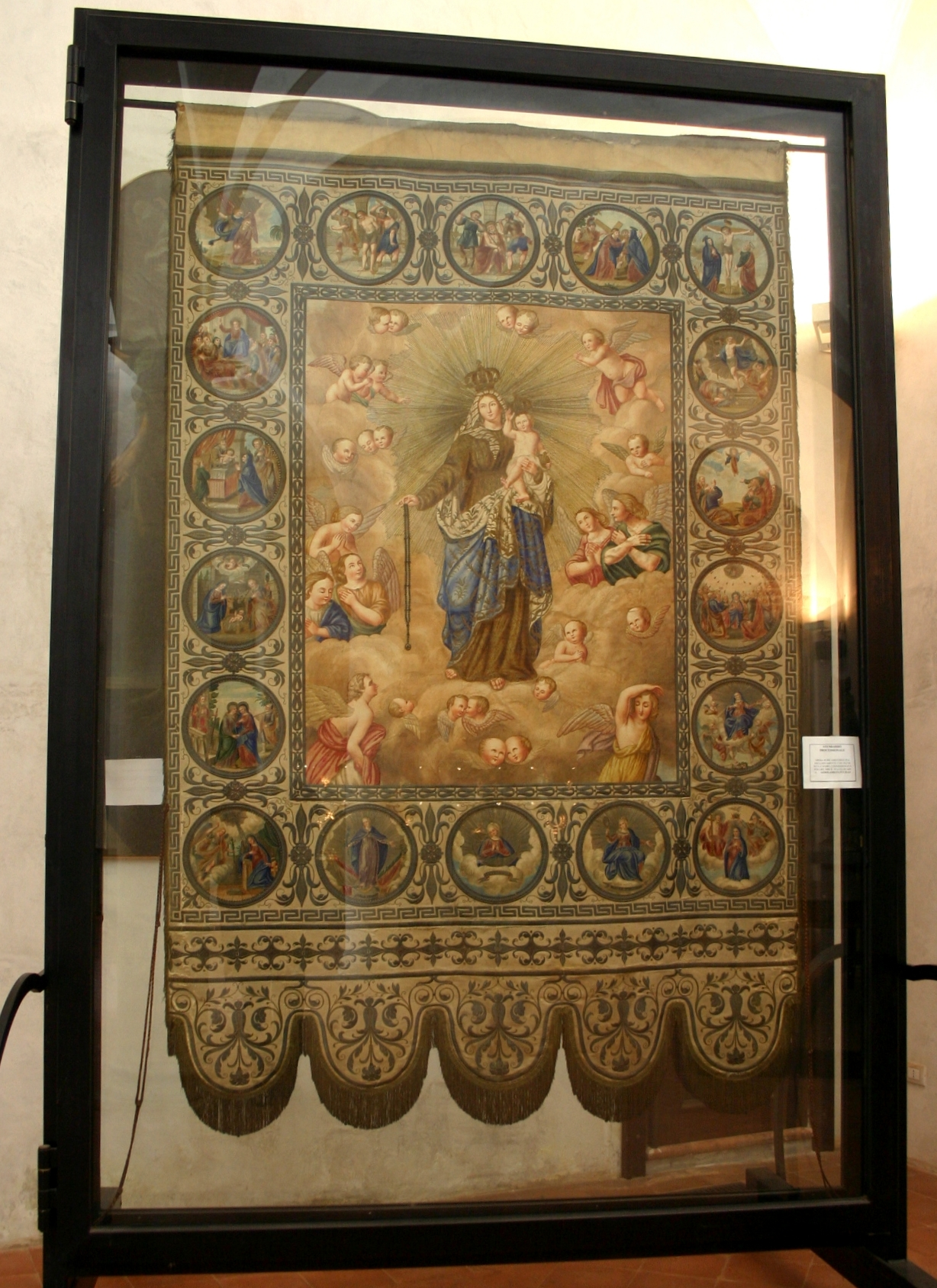
Stendardo della Madonna
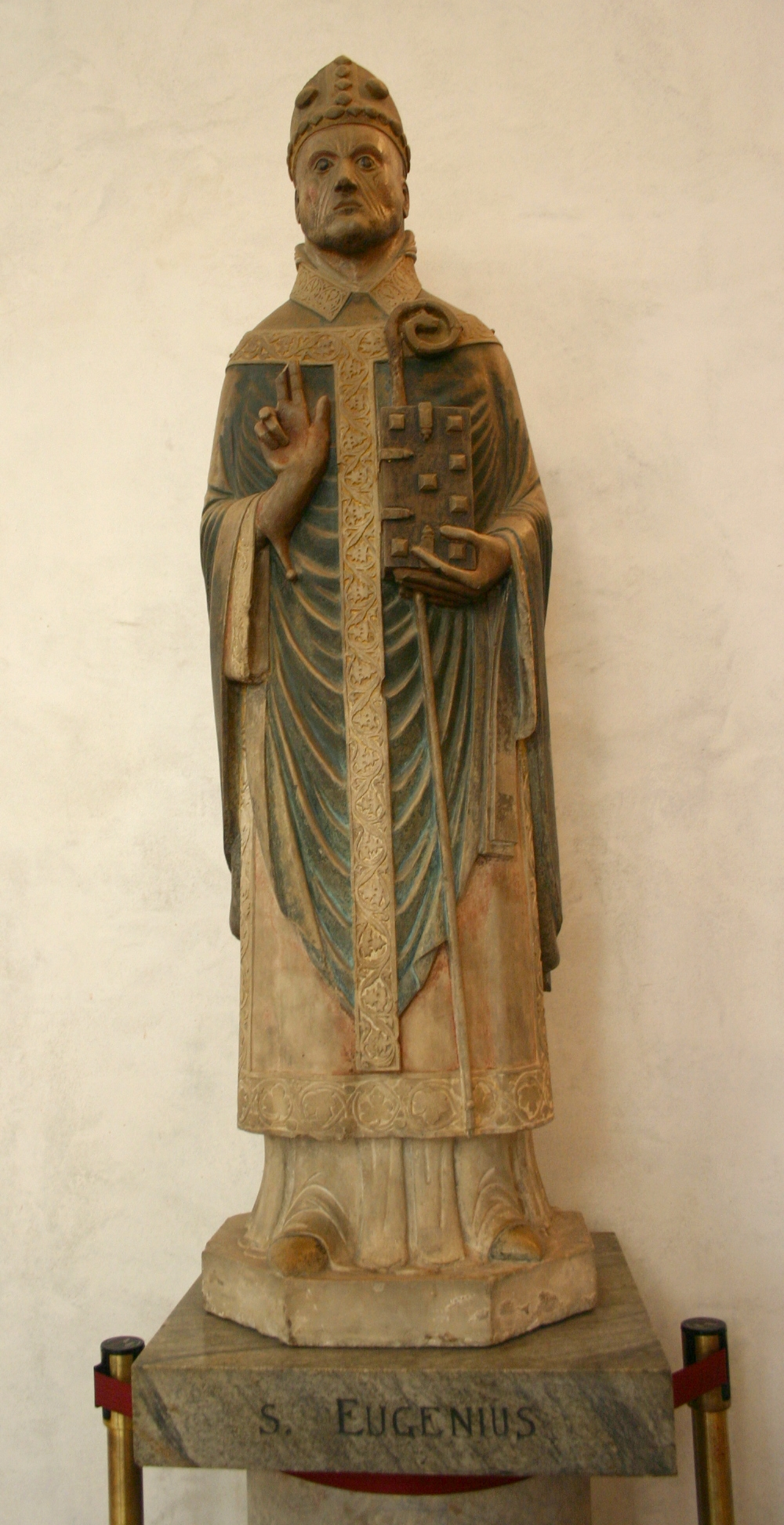
La statua di sant'Eugenio
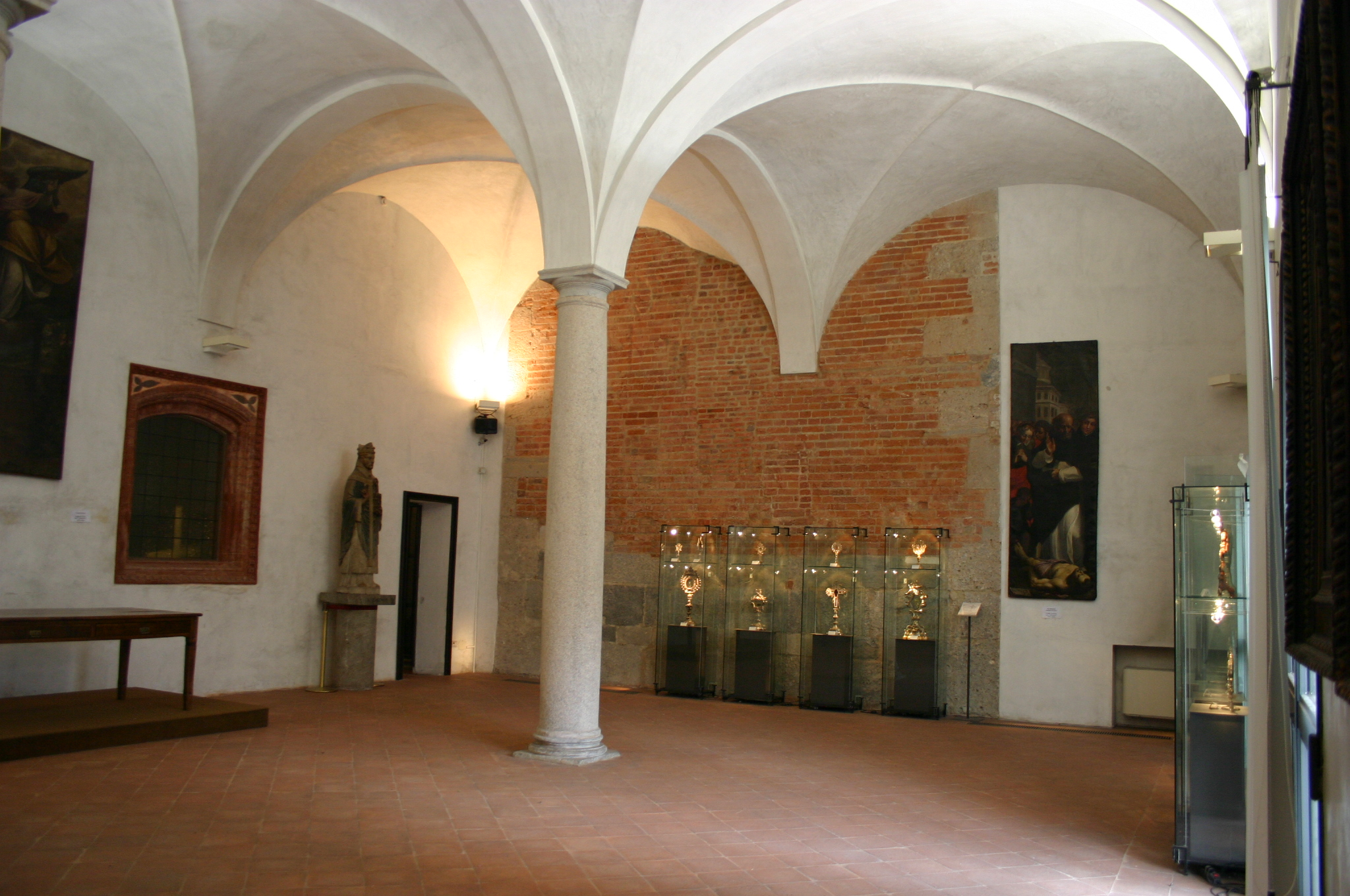
La sala del Convento, con la statua di sant'Eugenio
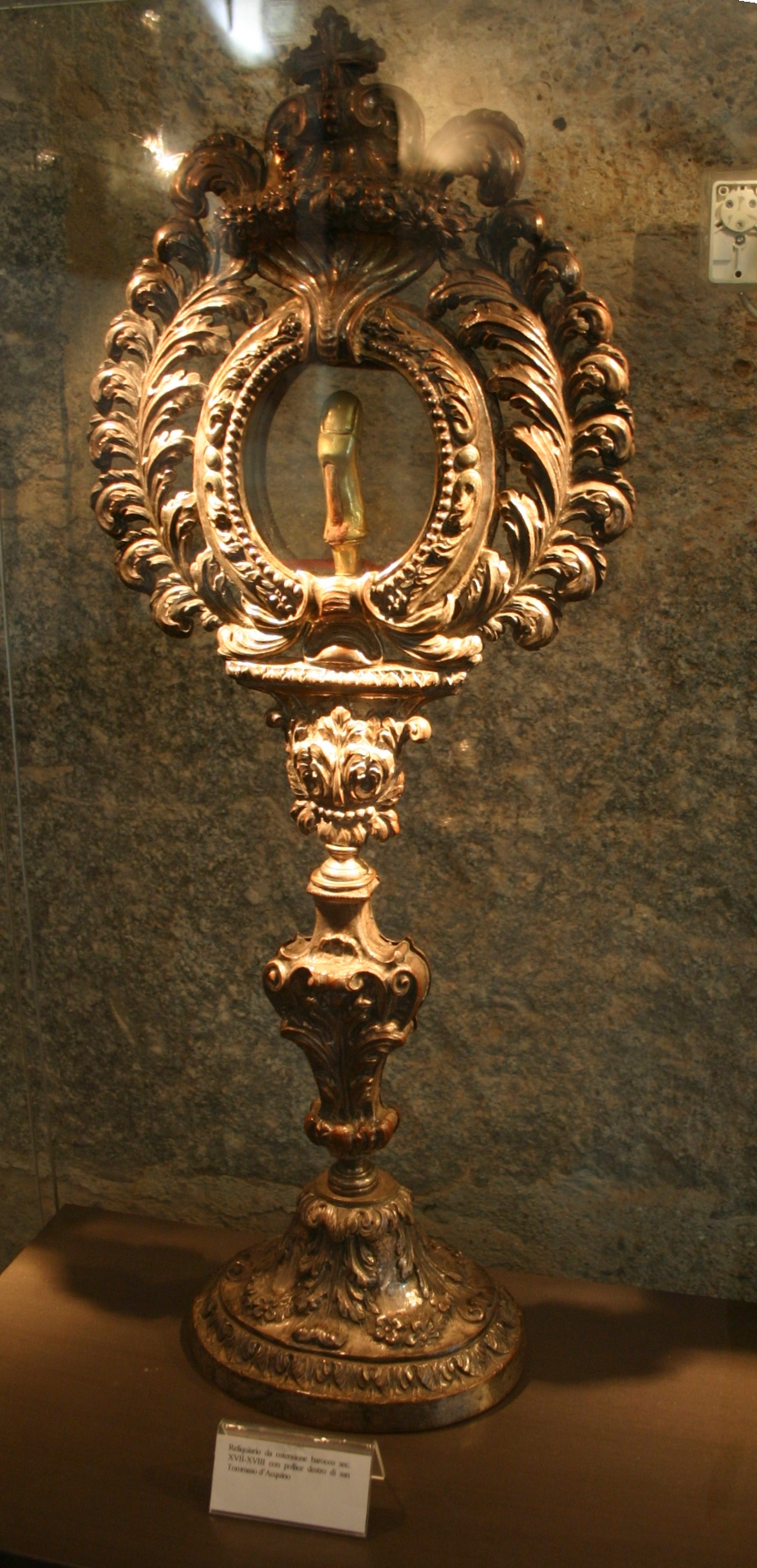
Reliquiario con il dito del santo
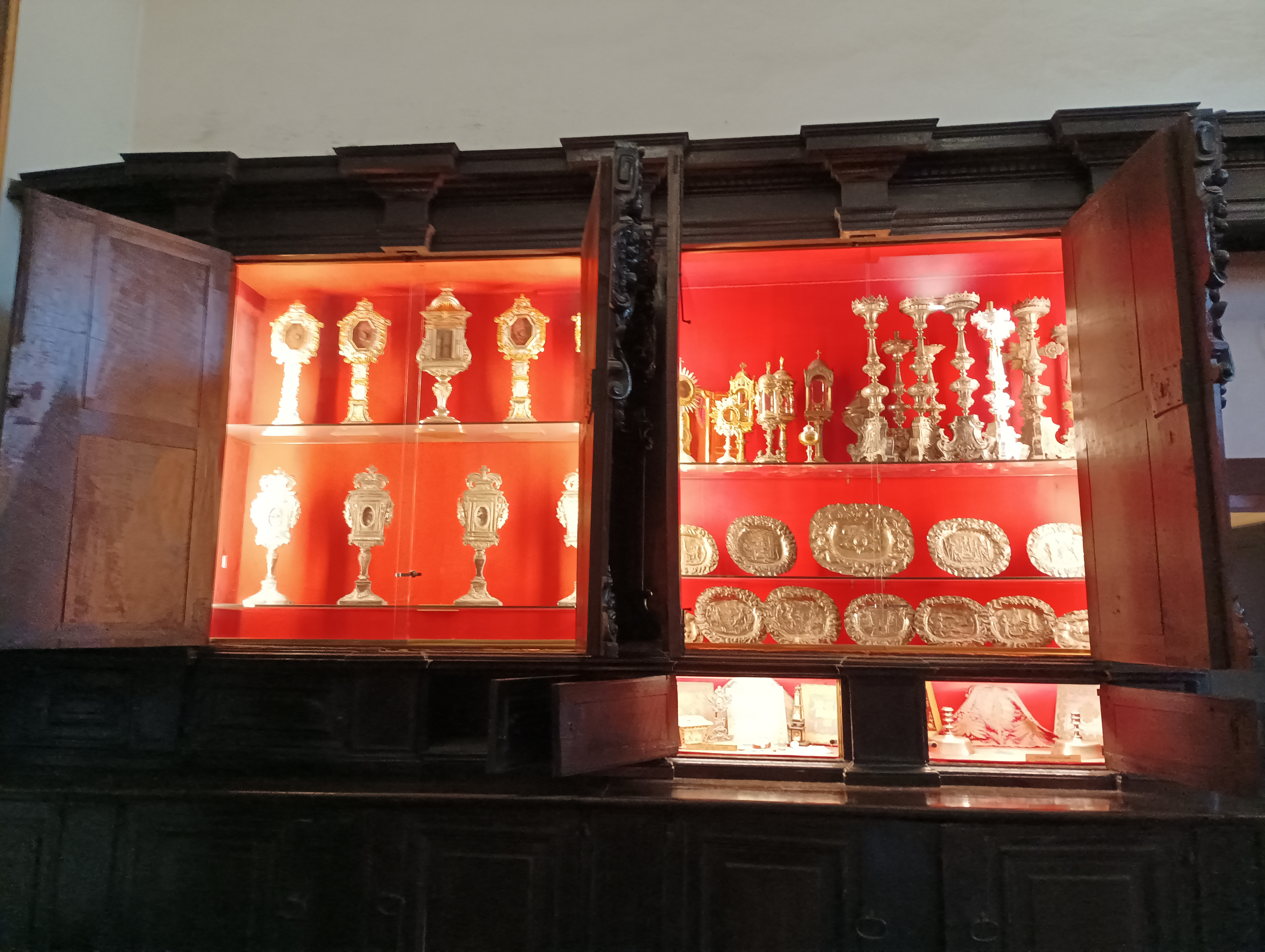
Vista generale dei reliquiari
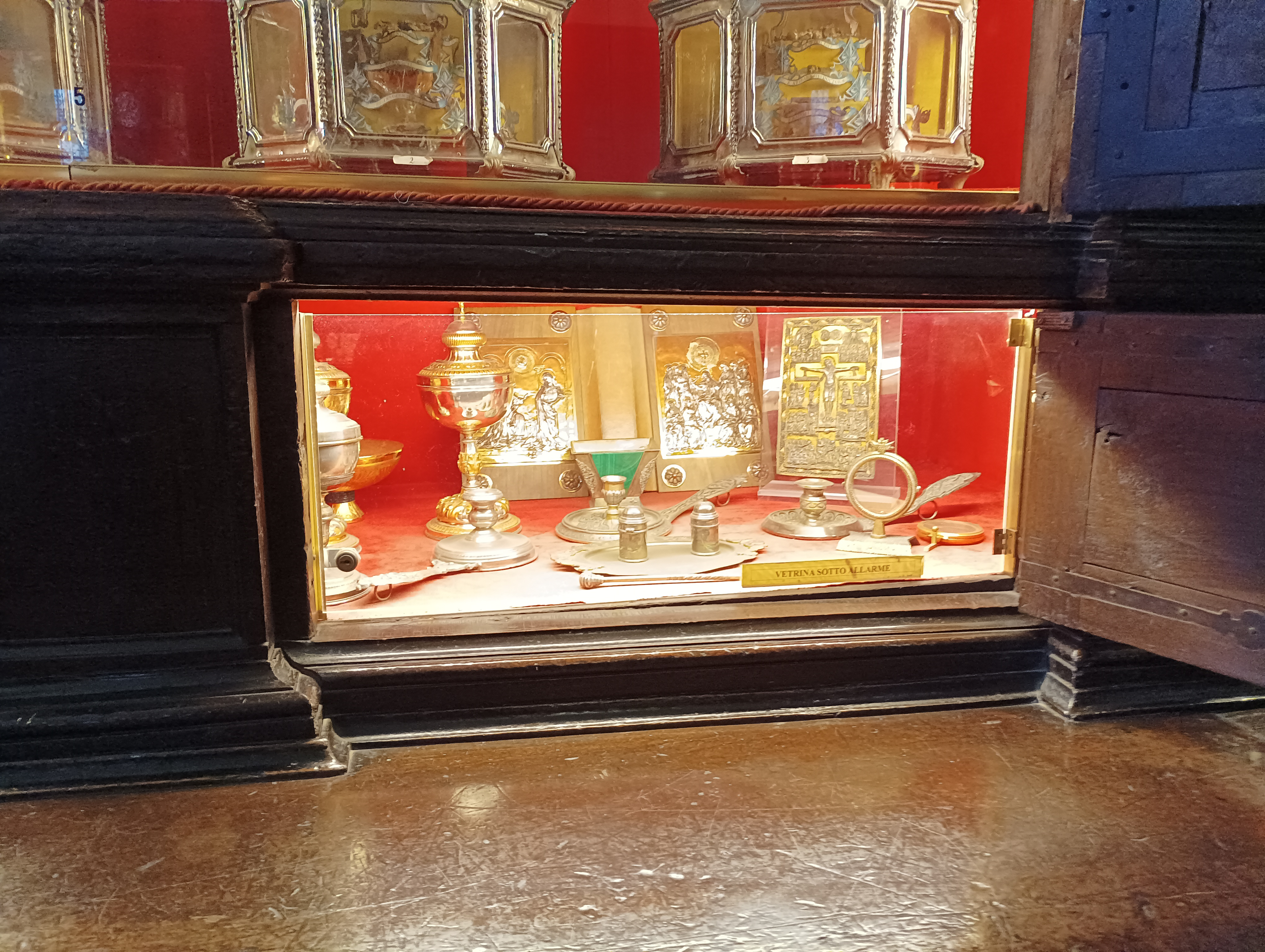
Particolari dei reliquiari